# Киву
Језеро Киву је једно од Афричких великих језера, налази се на граници између Демократске Републике Конго и Руанде. Његова отока је Рузизи која се на југу улива у Тангањика. Први Европљанин који је посетио језеро је био 1894. гроф Адолф фон Гоцен, истраживач и гувернер Немачке источне Африке. Постало је познато када су 1994. у њему бачене многе жртве геноцида у Руанди.
Дуго је 100 km, широко 50 km и има површину од 2650 km². Налази се на 1460 метра надморске висине и има максималну дубину од 450 метра. У њему се налази веће острво Иџви. Највећи градови на његовим обалама су Букаву, Кабаре, Калехе, Саке и Гома у Конгу, и Гисени, Кибује и Киангугу у Руанди.